# Lune des moissons

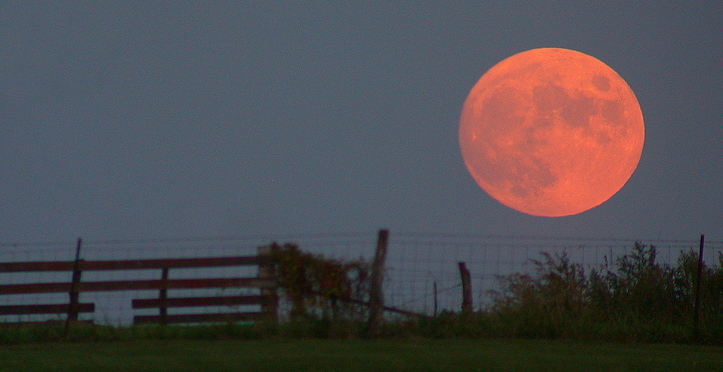
Une Lune des moissons.

La Lune des moissons est la pleine lune la plus rapprochée de l'équinoxe d'automne. Elle est souvent confondue avec la Lune du chasseur.

## Apparence

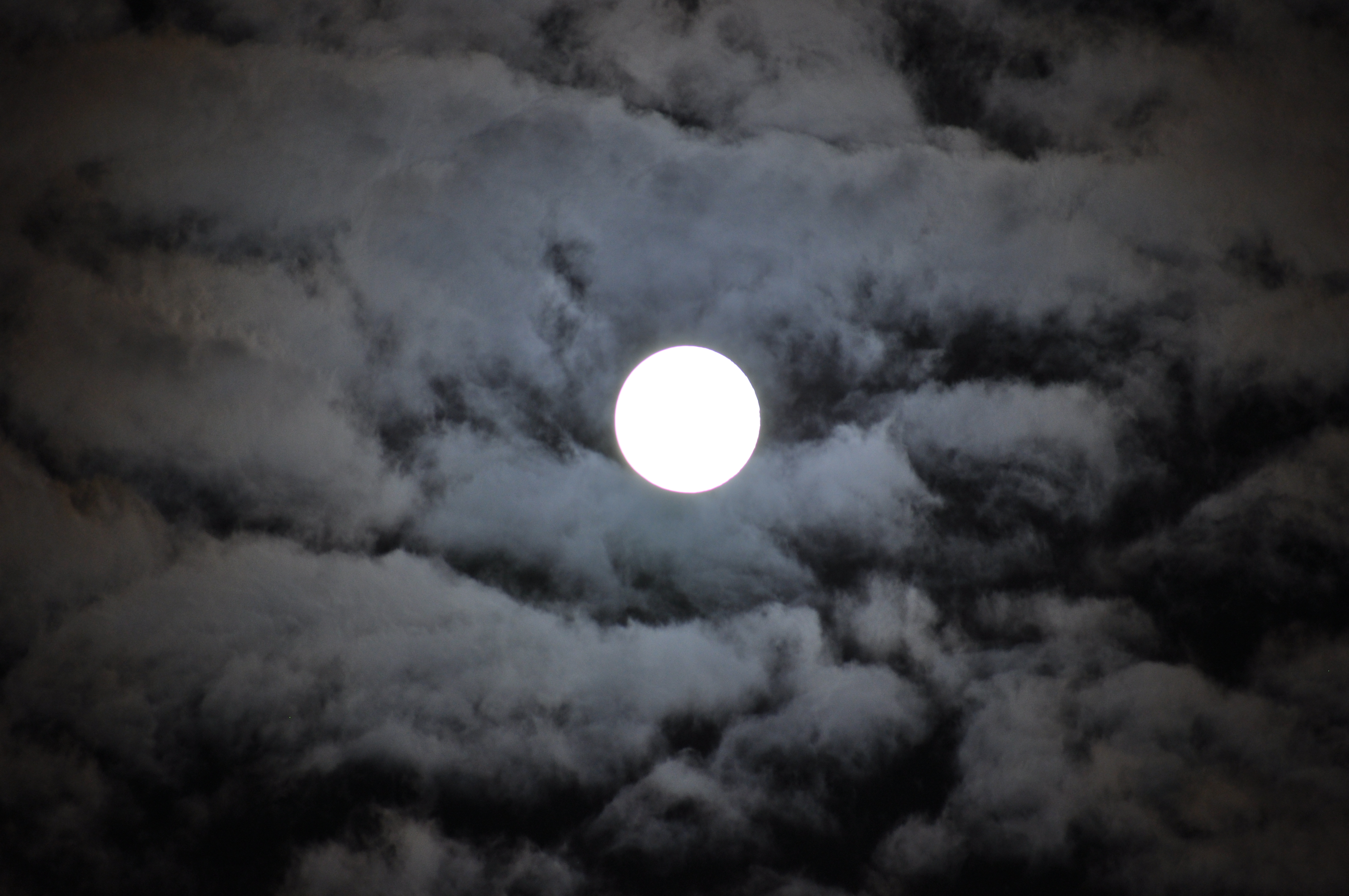
Une Lune des moissons vue dans le nord du Texas en 2010.

En général, en raison de son parcours sur son orbite, la Lune se lève 50 minutes plus tard d'un jour à l'autre vu de la Terre pour une latitude de 40° nord ou sud. En raison de la période de l'année où elle se produisent, les levers successifs de la Lune lors de la période de la Lune des moissons et de la Lune du chasseur sont plus rapprochés qu'à l'habitude, soit d'environ 30 minutes. La raison de cette courte période est due au petit angle entre l'horizon terrestre et l'écliptique à cette période de l'année.
Ainsi, puisque la pleine lune se lève à peu près au coucher de soleil, la Lune des moissons marque un temps de faible période d'obscurité. Par le passé, on affirmait que cette période de l'automne permettait aux fermiers d'engranger les récoltes même après le coucher du Soleil, d'où le nom donné à cette pleine lune.

## Période
Dans l'hémisphère nord, la Lune des moissons se produit en octobre à peu près tous les quatre ans. Théoriquement, elle peut se produire au maximum le 7 octobre[réf. souhaitée].
Lorsque la Lune des moissons correspond à la journée même de l'équinoxe d'automne, on parle en anglais de Super Harvest Moon. L'événement s'est produit en 1991 et en 2010 aux États-Unis contigus.

## Culture populaire
Dans certaines cultures, les personnes dont l'anniversaire se produit à la Lune des moissons, ou près de la date de cette dernière, doivent faire une fête pour le reste de la communauté[réf. souhaitée].